# Malissiana maculata
Malissiana maculata är en insektsart som först beskrevs av Evans 1954.  Malissiana maculata ingår i släktet Malissiana och familjen dvärgstritar. Inga underarter finns listade i Catalogue of Life.